# Acupunctuur

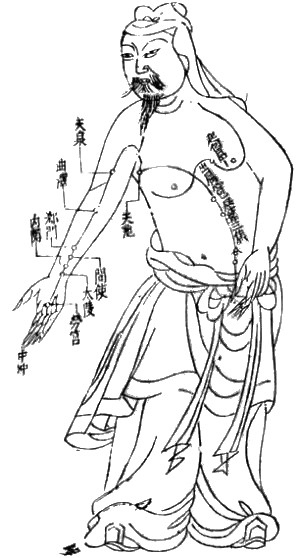
Acupunctuurkaart uit de Ming-dynastie

Acupunctuur (vereenvoudigd Chinees: 针灸; traditioneel Chinees: 針灸; pinyin: zhēn jiǔ; Kantonees: Cham Kauw; Latijn acus = naald en pungere = steken) is een onderdeel van een behandelmethode in de traditionele Chinese geneeskunde. Hierbij worden naalden op zogenaamde acupunctuurpunten in het lichaam gestoken. Acupunctuur is een pseudowetenschap; de theorie en het gebruik van traditionele Chinese geneeskunde is niet gebaseerd op wetenschap, en is beschreven als kwakzalverij.
De methode bestaat beweerdelijk meer dan 2500 jaar en is nauw verbonden met Chinese filosofie. Sinds de bronstijd worden metalen naalden gebruikt. Voor die tijd gebruikte men vermoedelijk naalden van botsplinters of steen. De eerste Europese verhandeling over acupunctuur is in 1683 geschreven door Willem ten Rhijne, die enkele jaren op Dejima verbleef. Daar maakte hij kennis met een eeuwenoud handboek dat gebruikt werd door Japanse acupuncturisten.
De effectiviteit van een behandeling met acupunctuur is controversieel. De conclusies van onderzoeken en gestructureerd uitgevoerde literatuuronderzoeken is inconsistent, wat suggereert dat de methode niet werkzaam is.
 Wetenschappelijk onderzoek wijst erop dat er een placebo-effect van toepassing is bij behandelingen. Een overzicht van Cochrane, een internationaal netwerk van gezondheidswerkers en onderzoekers, stellen dat acupunctuur niet werkzaam is voor een breed scala van aandoeningen. In een systematisch onderzoek uitgevoerd door Britse wetenschappers wordt geen bewijs gevonden voor de effectiviteit van acupunctuur tegen het behandelen van pijn. Ook is aangetoond dat korte behandelingen met acupunctuur geen langdurige voordelen biedt. Uit sommige onderzoeken blijkt dat acupunctuur tegen bepaalde vormen van pijn helpt, maar in een meerderheid van de onderzoeken wordt gesteld dat de schijnbare werking van acupunctuur enkel door het placebo effect komt, en niet door de behandeling zelf. In een later systematisch onderzoek wordt gesteld dat de pijnstillende werking van acupunctuur onvoldoende klinisch aangetoond is en niet te onderscheiden is van vooroordelen. In een meta-analyse stellen onderzoekers dat acupunctuur een kosteneffectieve methode is tegen chronische lumbago wanneer uitgevoerd naast reguliere zorg, terwijl een tweede onderzoek juist stelt dat hier onvoldoende bewijs voor is.
Vanaf 2020 zijn er 1,31 therapeuten die acupunctuur aanbieden voor elke 100.000 inwoners in hun thuisland. Volgens een studie uit 2021 heeft ongeveer 1,5% van de bevolking in de VS de methode minstens één keer in hun leven ervaren. Voor Europa is een vergelijkbaar percentage van 1,4% gedocumenteerd voor gebruik in de afgelopen 12 maanden.

## Beginselen
Traditionele Chinese acupunctuur bestaat uit het inbrengen van roestvrijstalen hao tjen-naalden op specifieke punten van het lichaam (de zogenaamde acupunctuurpunten). Bij moderne toepassing kunnen eventueel andere stimuli op punten van keuze worden toegepast, zoals bestraling met laser, een laagfrequente wisselstroom op de geplaatste naalden of zelfs toediening van kleine injecties in acupunctuurpunten. Sommige praktiserende acupuncturisten plaatsen naalden op, of bij de plaats van de ziektehaard, waar anderen punten kiezen op basis van de symptomen. In de traditionele acupunctuur wordt meestal een combinatie van punten gebruikt.
Binnen de Traditionele Chinese Geneeskunde verklaart men ziekte en gezondheid (onder meer) de volgende uitgangspunten:
- Levensenergie (ook wel: chi) circuleert door 12 meridianen die vertakkingen hebben naar alle organen en lichaamsfuncties. Deze 12 meridianen bevinden zich zowel aan de rechterzijde als ook aan de linkerzijde van het menselijk lichaam. Daarnaast is er sprake van 8 Extra Meridianen ["Wondermeridianen"]. Deze zijn ook alle 8 gelokaliseerd aan beide zijden van het lichaam. Zij vervullen een reserve-functie. Een tekort aan Qi kan hieruit geput worden en een overmaat aan Qi kan in deze extra meridianen opgeslagen worden.

Qi vindt haar oorsprong in de Jing. Dit is ieders bron ofwel de essentie, daar waar het leven mee begint en gevormd is door Qi van onze ouders en voorouders. Men zou het ook erfelijkheid of datgene wat aan ons doorgegeven is, kunnen noemen. De fysieke (aan de binnenzijde van het lichaam) lokalisatie van de Jing is het gebied tussen navel en bekkenrand. Dit gebied wordt bij yoga, verdedigingskunsten en tai qi quan ook wel Dantian, (Chinees) of Hara (Japans) genoemd.
- De realiteit is dualistisch geordend naar een van de tegengestelde kwaliteiten van chi: hetzij Yin (vrouwelijk, donker, koud, zacht, ontvangend, comprimerend, enzovoorts) dan wel Yang (mannelijk, licht, warm, hard, gevend, expanderend, enzovoorts). Ondanks de tegengestelde eigenschappen zijn Yin en yang afhankelijk van elkaar en hebben zij elkaar nodig om tot een harmonieus, functionerend geheel te komen. Deze harmonie zorgt voor balans en voorkomt klachten en ziekte.
- Fenomenen uit de natuur en het lichaam zijn geordend naar vijf groepen die de 5-Elementenleer worden genoemd: Hout, Vuur, Aarde, Metaal en Water. Deze 5 Elementen vormen een cyclisch geheel die zich op 2 manieren manifesteert; de Voedende Sheng Cyclus waar bijvoorbeeld het Hout het Vuur voedt [denk aan de open haard] en de Controlerende Ko Cyclus, waarbij het ene element het andere onder controle dan wel in bedwang houdt [Water blust Vuur] en zodoende ongecontroleerde manifestatie voorkomt.
- Ziekte wordt toegeschreven aan het uit evenwicht zijn van Qi. Waar het normale stromen van Qi geblokkeerd of anderszins uit balans raakt, gaat dat gepaard met verschijnselen c.q. symptomen. Een andere belangrijke factor is onze verschijning of Shen [Chinees]. Shen wordt beïnvloed door uiteraard Qi maar nog veel sterker door uit-balans-geraakte emoties [boosheid, angst, zorgen, bedroefdheid-verdriet, manie] en de daaraan gekoppelde mentale aard [ons karakter]. een derde ziekmakende factor is de dysbalans van het Bloed. Dit uit zich doorgaans in een stagnatie van Bloed [met acute, scherpe pijn als herkenbaar symptoom] en/of een leegte van Bloed [zoals koude-symptomen]. Qi moet gemaakt worden uit Bloed >< Bloed wordt bewogen door Qi. Het één functioneert dus niet goed zonder de ander en vice versa.

Met behandelingsvormen zoals acupunctuur, shiatsu, tuina maar ook bewegingsvormen als tai chi en qi gong kan men dit evenwicht herstellen. Een gezonde levenswijze is hierbij wel een voorwaarde.
Van geen enkele van bovenstaande beginselen en uitgangspunten bestaat enig bewijs.

### Ooracupunctuur

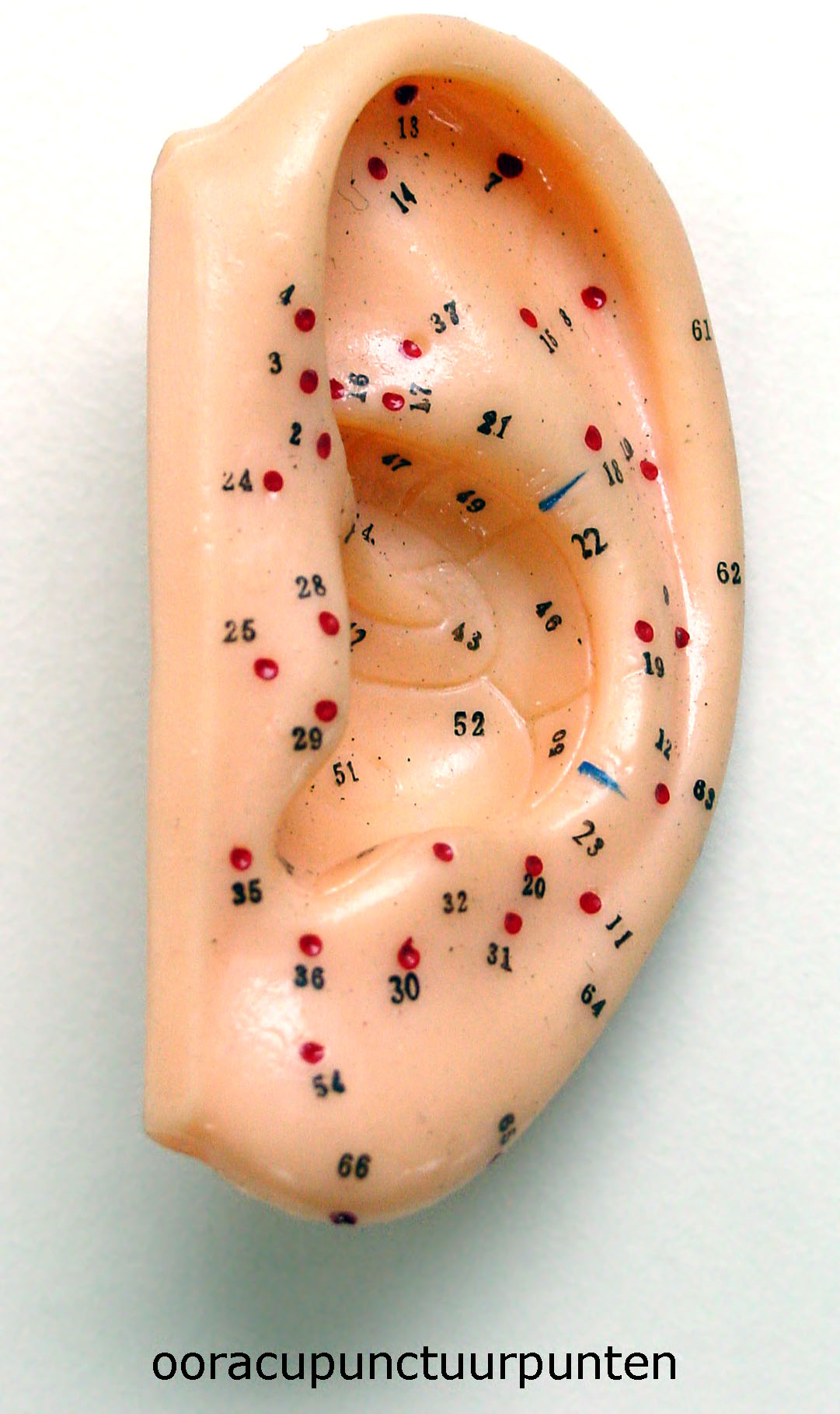
Ooracupunctuurpunten

Ooracupunctuur, ook auriculotherapie genoemd, is een van de vormen van (niet klassieke Chinese) acupunctuur. Echter tussen 403-221 v. Chr. beschrijft de Nei Jing [een belangrijk klassiek medisch geschrift ten tijde van de Gele Keizer] al verbindingen tussen de zogenaamde Yange meridianen en het menselijk oor. De Yange meridianen [zoals maag- en galblaasmeridiaan] zijn weer verbonden met Yinne meridianen [zoals hart- en niermeridiaan] en derhalve ook met de oren. In het oor bevinden zich punten die overeenkomen met elk orgaan in het menselijk lichaam, specifieke lichaamsdelen en zelfs specifieke hersenfuncties die door middel van acupunctuur gestimuleerd kunnen worden. Met behulp van een applicator worden zeer kleine stalen, verguld stalen of titaannaalden (0,75 × 1,00 mm) semi-permanent in de huid gebracht. Ook kunnen punten worden gestimuleerd met gewone acupunctuurnaalden, laserbestraling, massage of manipulatie.
De Franse arts Paul Nogier ontdekte deze methode in het midden van de 20e eeuw na observaties van een volksgeneeskundig gebruik om bij lage rugpijn een bepaalde plaats op de oorschelp te prikkelen. Nogier systematiseerde de punten van het oor en bracht deze door praktisch onderzoek in verband met gebieden in en op het menselijk lichaam. Er bestaan twee kaarten met betrekking tot de ooracupunctuur; een Franse en een Chinese kaart. Beide vertonen veel overeenkomsten op enkele uitzonderingen na. Nogier noemde het auriculotherapie omdat hij het niet in verband wilde brengen met de meridianen [in tegenstelling tot de Chinese zienswijze], maar het beschouwde als een reflextherapie.
De Franse neurofysioloog David Alimi vond in 2002 dat het steken van een naald in het ooracupunctuurpunt dat zou corresponderen met de duim eenzelfde verandering aan de sensibele hersenschors te zien geeft op een functionele MRI scan als mechanische stimulatie van de duim zelf.
Bij wijze van 'integrative medicine' wordt ooracupunctuur onder meer in klinieken buiten Nederland aangewend voor de behandeling van chronische ziekten, zoals onder andere ziekte van Parkinson en pijnbestrijding, al dan niet in combinatie met reguliere geneesmiddelen. Dit gebeurt ondertussen ook al op sommige plekken in Nederland en geldt behalve voor de ooracupunctuur ook voor de lichaamsacupunctuur.

### Segmentale acupunctuur
Effecten van het prikken van een acupunctuurpunt kunnen binnen de klassieke acupunctuur worden verklaard vanuit het traditionele Chinese wereldbeeld. Indicaties voor punctie van veel van zulke punten worden evenwel regulier medisch begrijpelijk wanneer men die beziet binnen het kader van segmentale relaties. Beoefenaars van segmentale acupunctuur prikken of injecteren punten in huid, onderhuids bindweefsel, spierweefsel enzovoort om via de daarmee samenhangende ruggenmergsegmenten weefsels of organen op afstand te beïnvloeden. Het injecteren van acupunctuurpunten met farmacologische stoffen, wordt 'wet needling' of 'nat prikken' genoemd, ook wel farmacoacupunctuur, en is voorbehouden aan artsen.

## Geschiedenis
In een der oudste leerboeken over geneeskunde, de "Nei-Tjing" (of "Neijing") (het 'Boek van de Gele Keizer') uit 200 à 300 v. Chr. (dat uit ongeveer dezelfde tijdsperiode stamt als de I Tjing) werd acupunctuur reeds besproken. Hierin wordt acupunctuur weliswaar als mogelijke behandelingsmethode besproken, maar wordt er ook op gewezen dat naast acupunctuur ook behandeling met geneesmiddelen en psychosomatische methoden plaatsvinden kan. De oudste publicatie waarin acupunctuurpunten en meridianen in Europa door een westerse arts werden bekendgemaakt dateert van 1683 (het proefschrift Dissertatio de arthritide van Willem ten Rhyne). In de 18e eeuw ontstaat er in Europa met de opkomst van het rationalisme (en door de uitwisselingen van culturen die door de koloniale ontdekkingsreizen tot stand zijn gebracht) tevens interesse in de oude Chinese en Japanse tradities en beschavingen, hetgeen weerklinkt in de literatuur en filosofische geschriften uit die tijd waarin aandacht voor oosterse levenshoudingen aanwijsbaar is. Door het westerse superioriteitsgevoel waarvan de periode vanaf circa 1800 is doordrongen werd de Chinese geneeskunst in Europa lange tijd echter niet serieus genomen. Door de opkomst van aandacht voor elektro-magnetische processen vanaf begin 20e eeuw (onder andere ook de ontwikkeling van het Elektro-encefalogram) werd ook de studie naar effectiviteit en werking van acupunctuur aangewakkerd. De rol van meridianen in de acupunctuur werd in verband gebracht met de banen van lagere elektrische weerstand van de huid (potentiaalverschillen). De benaming 'meridiaan' stamt van de Fransman Soulié de Morant, die zich onterecht uitgaf voor rechter, consul en arts en in 1917 een adellijk "de Morant" aan zijn naam toevoegde, die erin slaagde als een der eersten om de acupunctuur in Frankrijk bekend te maken. Aanhangers der acupunctuur verwierpen de term soms omdat het begrip 'meridiaan' een incomplete vertaling van het begrip 'king' (tjing, mei) uit de Nei-Tjing zou betreffen, en een meridiaan een aardrijkskundige connotatie van een denkbeeldige lijn op de aardbol zou zijn, terwijl ze in de realiteit van de energiebanen zouden geloven. Andere aanhangers daarentegen vonden de term passend, juist omdat het fictieve banen zou betreffen. In de originele Chinese termen zouden de energiebanen psychosomatische functies zijn, die de huid en organen op een bepaalde manier met elkaar verbinden.

## Effectiviteit

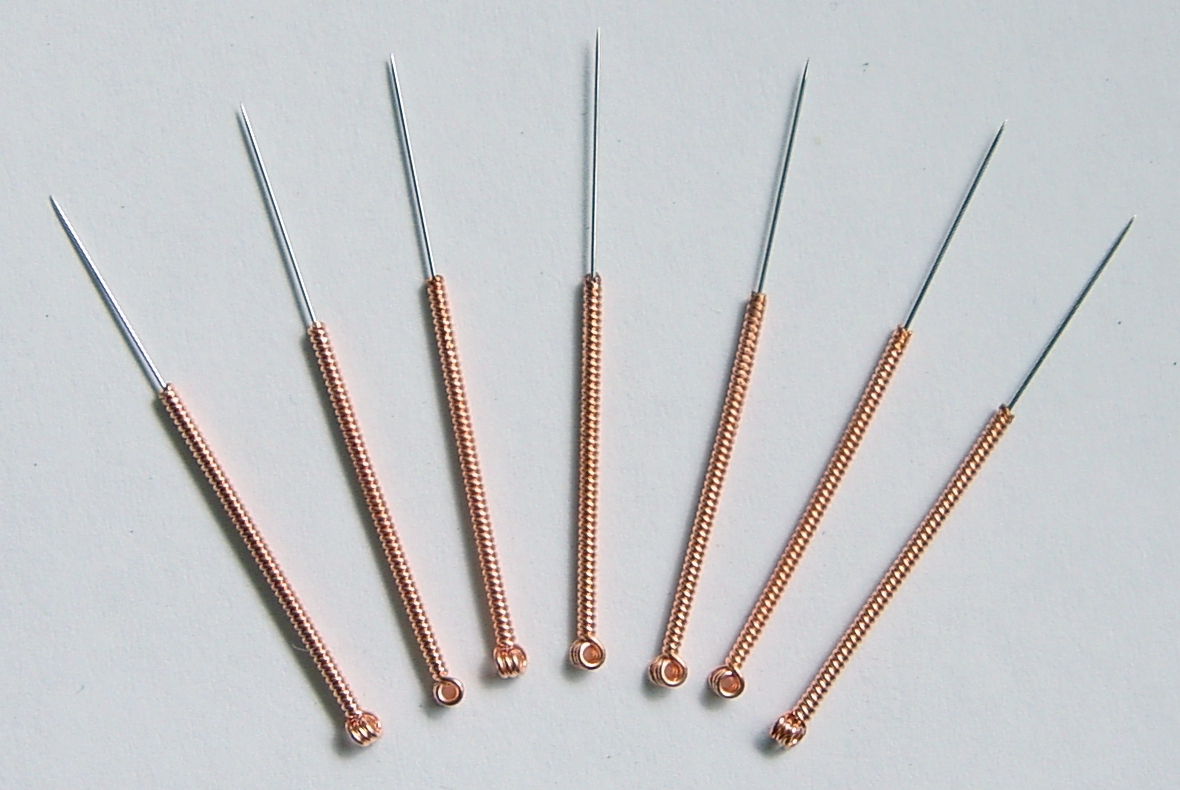
Acupunctuurnaalden

### Misverstanden
Over de werkzaamheid van acupunctuur bestaan veel misverstanden. Als argument voor de effectiviteit wordt wel aangevoerd dat een groot deel van de wereldbevolking regelmatig gebruikmaakt van acupunctuur (argumentum ad populum). Ook de WHO publiceerde op basis van analyse van wetenschappelijk geachte publicaties positieve berichten over de werkzaamheid van acupunctuurbehandeling (argumentum ad verecundiam).
In China werden onder Mao grote successen geclaimd bij het pijnloos uitvoeren van operaties met behulp van acupunctuur. Mao beval vanaf 1949 acupunctuur aan in plaats van de gebruikelijke anesthetica, wellicht aangespoord door een tekort aan de gebruikelijke anesthetica. Een Amerikaanse delegatie onder president Nixon kreeg patiënten te zien die schijnbaar grote operaties ondergingen met alleen acupunctuur als anesthesie. Later bleek dat deze patiënten van tevoren waren geselecteerd op een hoge pijngrens. Daarnaast bleken ze stiekem morfine toegediend te hebben gekregen via een infuus waarvan eerder werd gezegd dat dit alleen vocht en voeding bevatte.
Zowel voorstanders als sceptici menen de werkzaamheid of onwerkzaamheid te kunnen beargumenteren of aantonen aan de hand van onderzoeken of publicaties, waarbij het verschil is dat de sceptici vaak meer doordrongen zijn van het belang van de wetenschappelijke methode. Uit sommige reviews blijkt dat acupunctuur een matig pijnstillend effect heeft (vergeleken met andere gebruikelijke behandelingen), maar uit andere, meer objectieve reviews blijkt dat effect niet.
Probleem is dat de met betrekking tot acupunctuur gangbare begrippen niet in de geneeskunde worden gehanteerd. Zo is er bijvoorbeeld geen duidelijk anatomisch substraat voor meridianen en acupunctuurpunten.
Op grond van het bovenstaande wordt acupunctuur door geneeskundigen als onwerkzaam gezien en beschouwd als kwakzalverij.
Een acupunctuurbehandeling kan leiden tot complicaties. Net als bij iedere ingreep waarbij de huid gepenetreerd wordt kunnen bij acupunctuur lokale beschadigingen (zenuwbeschadiging), nabloedingen en infecties optreden. Infecties kunnen lokaal zijn, maar ook hepatitis B wordt wel toegeschreven aan het gebruik van niet-steriele naalden. Voor iedere medische behandeling geldt dat de therapeutische werking op moeten wegen tegen de bijwerkingen. Echter, omdat acupunctuur weinig tot geen therapeutische werking heeft zijn zelfs geringe bijwerkingen al reden om een andere behandelkeuze te maken dan acupunctuur.
Er zijn gevallen beschreven van pneumothorax (een "klaplong"). Verder zijn beschreven een harttamponnade en een nierbloeding.

### Echte versus nagebootste acupunctuur
Veel oudere klinische studies hebben traditionele acupunctuur vergeleken met gebruikelijke behandelingsmethoden of geneesmiddelen. Dit is echter geen goede aanpak om de specifieke effectiviteit van acupunctuur te toetsen. Beter is de traditionele acupunctuur te vergelijken met een nagebootste, onechte of ‘nep’ (Engels ‘sham’) acupunctuur in eenzelfde behandelingsomgeving. Eventueel aangevuld met een patiëntengroep die in het geheel niet behandeld is. De patiënt is daarbij onwetend (‘blind') of hij/zij de echte of nagebootste behandeling ondergaat. De methodologische juiste aanpak is het gebruik van zogenaamd gerandomiseerd onderzoek met controlegroep, waarbij de patiënten willekeurig aan behandeling c.q. controlegroep worden toegewezen.
In een aantal recente meta-analyses (overzicht- of verzamelstudies) wordt onderzoek gerapporteerd waarbij deze gecontroleerde onderzoeksmethode is toegepast op patiënten die leden aan artrose, rug- en nekklachten, postoperatieve pijn, hoofdpijn e.a. In de nagebootste acupunctuur werden bijvoorbeeld de naalden niet op de traditionele acupunctuurpunten ingebracht, penetreerden zij niet volledig de huid, of werden een soort tandenstokers gebruikt, waarmee alleen de huid werd aangeraakt. In Nederland publiceerden epidemiologen van de R.U. Limburg een serie artikelen over dit onderwerp. Zij analyseerden een groot aantal publicaties over onderzoek naar het effect van acupunctuur bij chronische pijn, rug- en nekklachten, reuma, migraine, aangezichtspijn, astma en verslaving aan tabak, alcohol en drugs. De onderzochte studies werden daarbij ook beoordeeld op een aantal methodologische criteria. Opvallend was dat hoe beter het onderzoek was verricht (volgens diezelfde criteria), des te geringer het effect van acupunctuur bleek te zijn.
De slotconclusie uit deze verzamelstudies was dat effecten van acupunctuur toe te schrijven zijn aan placebo. Placebo-effecten zijn effecten van een behandeling die een gevolg zijn van, of versterkt worden door de context van de klinische behandeling, en niet primair toe te schrijven zijn aan een specifiek effect van behandelinginterventies. Placebo-effecten hoeven niet per se alleen psychologische (bijvoorbeeld: suggestie) effecten te zijn maar kunnen ook fysiologische effecten zijn die bijvoorbeeld ingrijpen op de opioïdereceptoren of pijncentra in de hersenen. Het verzwijgen van mogelijke placebo-effecten door de behandelaar wordt als on-ethisch beschouwd volgens bepaalde richtlijnen

## Erkenning van acupunctuur
Acupunctuur is geen erkend medisch beroep en wordt in Nederland tot de alternatieve geneeswijzen gerekend.
Acupunctuur wordt zowel door artsen als door niet-artsen uitgeoefend. In Nederland kunnen arts-acupuncturisten zich aansluiten bij de Nederlandse Artsen Acupunctuur Vereniging (NAAV), die ongeveer 300 leden heeft. Niet-arts acupuncturisten kunnen lid worden van therapeuten-beroepsverenigingen zoals de Nederlandse vereniging van Traditionele Chinese Geneeskunde Zhong (NVTCG Zhong), de Nederlandse Vereniging voor Acupunctuur (NVA) waarvan veel acupunctuur toepassende fysiotherapeuten lid zijn, of de Nederlandse Werkgroep voor Praktizijns in de Natuurlijke Geneeskunst NWP.
Sinds 1999 stelt de wet Colla (België) dat deze niet-conventionele behandelwijze de "mogelijkheid" krijgt te ijveren voor een erkenning als beroepsgroep. Een erkenning bleef anno 2023 uit. Acupuncturisten in België die beroepsmatig diagnoses stellen en behandelingen instellen en die geen arts zijn werken in de illegaliteit. Echter laten de Vlaamse opleiding verbonden aan een hogeschool en drie van de vier erkende beroepsorganisaties voor acupunctuur in België (BAF, EUFOM en ABADIC) enkel artsen, tandartsen, verpleegkundige, vroedvrouwen en kinesisten toe. De BVAA laat enkel artsen toe en hebben ook hun eigen opleidingscentrum. Het hedendaagse probleem stelt hem vooral omdat volgens de Wet uitoefening van gezondheidszorgberoepen (WUG) de kinesist geen invasieve technieken (het prikken van een naald) mag doen, echter zou dit oogluikend toegelaten voor kinesist-acupuncturisten.
- Biblioteca Nacional de España: XX524567
- Bibliothèque nationale de France: cb11930824p (data)
- Gemeinsame Normdatei: 4000986-5
- Library of Congress Control Number: sh85000761
- Nationale Bibliotheek van Letland: 000167079
- National Archives and Records Administration: 10675196
- Nationale Bibliotheek van Tsjechië: ph118329
- Nationale Bibliotheek van Israël: 987007293847905171